# پائولو برانکو

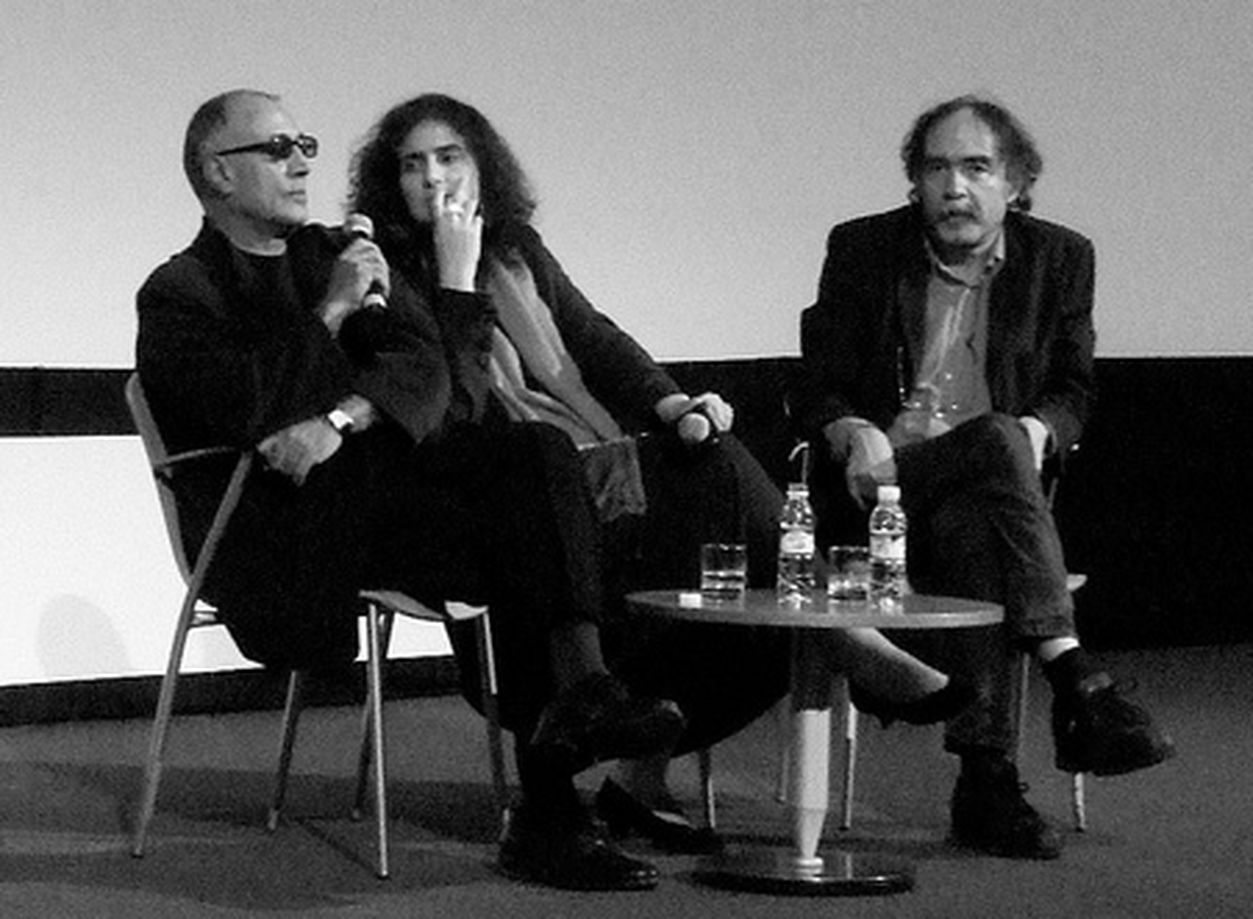
عباس کیارستمی (چپ) و پائولو برانکو (چپ) در جشنواره فیلم اشتوریل

پائولو برانکو (انگلیسی: Paulo Branco؛ زادهٔ ۳ ژوئن ۱۹۵۰) بازیگر، و تهیه‌کننده فیلم اهل پرتغال است.
از فیلم‌ها یا برنامه‌های تلویزیونی که وی در آن نقش داشته‌است، می‌توان به چهار شب با آنا، در شهر سپید، شهر دزدان دریایی، جزیره گنج، آدم‌خواری، خانه، اصل عدم قطعیت، دو، آلیس، کازموپلیس، سیلوستره، وفاداری، خاکستر و خون، من دینا هستم و کیهان اشاره کرد.